# Poromera fordii
Poromera fordii — вид ящірок родини ящіркових (Lacertidae). Мешкає в Центральній Африці. Це єдиний представник монотипового роду Poromera.

## Поширення і екологія
Poromera fordii мешкають в Камеруні, Габоні, Центральнафриканській Республіці, Республіці Конго, Демократичній Республіці Конго і Екваторіальній Гвінеї. Вони живуть в заболочених районах у вологих тропічних лісах, на висоті від 10 до 1300 м над рівнем моря.